# Marcel Kleizen
Marcel Kleizen (Hengelo, 15 maart 1986) is een Nederlands voormalig voetballer die uitkwam voor FC Twente, FC Zwolle en FC Emmen. Na het seizoen 2008/09 stopte hij met betaald voetbal. In 2016 werd hij officieus Europees kampioen fietskoerieren.

## Carrièrestatistieken
| Seizoen         | Club            | Land            | Competitie      | Competitie | Competitie | Beker | Beker | Internationaal | Internationaal | Overig | Overig | Totaal | Totaal |
| Seizoen         | Club            | Land            | Competitie      | Wed.       | Dlp.       | Wed.  | Dlp.  | Wed.           | Dlp.           | Wed.   | Dlp.   | Wed.   | Dlp.   |
| --------------- | --------------- | --------------- | --------------- | ---------- | ---------- | ----- | ----- | -------------- | -------------- | ------ | ------ | ------ | ------ |
| 2005/06         | FC Twente       | Nederland       | Eredivisie      | 5          | 0          | 0     | 0     | 0              | 0              | 0      | 0      | 5      | 0      |
| 2006/07         | FC Twente       | Nederland       | Eredivisie      | 1          | 0          | 0     | 0     | 0              | 0              | 0      | 0      | 1      | 0      |
| 2007/08         | FC Twente       | Nederland       | Eredivisie      | 0          | 0          | 0     | 0     | 0              | 0              | 0      | 0      | 0      | 0      |
| 2007/08         | FC Zwolle       | Nederland       | Eerste divisie  | 26         | 7          | 3     | 0     | 0              | 0              | 0      | 0      | 29     | 7      |
| 2008/09         | FC Zwolle       | Nederland       | Eerste divisie  | 14         | 3          | 0     | 0     | 0              | 0              | 0      | 0      | 14     | 3      |
| 2008/09         | FC Emmen        | Nederland       | Eerste divisie  | 0          | 0          | 0     | 0     | 0              | 0              | 0      | 0      | 0      | 0      |
| Carrière totaal | Carrière totaal | Carrière totaal | Carrière totaal | 46         | 10         | 3     | 0     | 0              | 0              | 0      | 0      | 49     | 10     |